# Smyer
Smyer est une ville située à l'est du comté de Hockley au Texas, aux États-Unis,. La ville est fondée en 1917.

## Démographie
Lors du recensement de 2010, la ville comptait une population de 474 habitants. Elle est estimée, en 2016, à 475 habitants.

### Source de la traduction
- (en) Cet article est partiellement ou en totalité issu de l’article de Wikipédia en anglais intitulé « Smyer, Texas » (voir la liste des auteurs).